# Počedělice
Počedělice település Csehországban, Lounyi járásban. Počedělice Slavětín, Obora, Peruc, Koštice, Chožov és Vršovice településekkel határos. Lakosainak száma 309 fő (2024. január 1.).

## Népesség
A település lakosságának változását az alábbi diagram mutatja:
| Lakosok száma | 658  | 694  | 742  | 546  | 347  | 278  | 290  | 302  | 316  | 309  |
|               | 1869 | 1890 | 1921 | 1950 | 1980 | 2001 | 2017 | 2019 | 2022 | 2024 |